# 浜野豊
浜野 豊（濱野 豊、はまの ゆたか、1919年〈大正8年〉3月25日 - 1972年〈昭和47年〉9月7日）は日本の経営者。
北海道でリゾートホテルグループを経営する株式会社萬世閣（ホテル万世閣）の2代目社長。晩年、父の功績にあやかり、通称「2代目増次郎」を襲名。

## 経歴

### 幼児期・青年期
薪炭商をしていた父・浜野増次郎の長男として札幌市で生まれる。翌年には弟も生まれる。家は薪炭商として商売が軌道に乗りつつある時期で、幼児期は比較的、不自由のない生活をしていた。しかし小学生時代は父が事業に失敗し定山渓に転居。父は精肉店を開業したが、生活はドン底であったと言われる。精肉店時代は同級生と遊ぶ暇もなく、学校から帰宅後、弟と家業を手伝っていた。こうした苦労が実を結び、家業は精肉店から料亭、そして旅館業に進出することが出来た。
豊が小学校を卒業する頃には、家業も料亭福住を経営するなど、事業も比較的順調であった。父は、非常に教育熱心で上級学校へ進学させ、後継者として育てていこうと小樽に下宿させ、小樽高商（現小樽商科大学）に進学した。

### 高商・青春時代
父はこの頃、「家業の心配はしなくてよい。おまえは学業に専念しなさい。おまえには俺にはない学っちゅうものを身につけさせたい。」この父の言葉の裏には将来の後継者としての父の教育方針が背景にあったと思われる。豊は、父の期待を背に必死で勤勉した。
また学生時代には、水泳部、山岳部に所属しており、数々の活動に参加し青春を謳歌していた。この頃、小樽高商には外国人の教授が多く、中でも最も影響を受けたのがダニエル・ブルックマン・マッキンノン教授であった。この教授との出会いで、豊は語学に堪能になり国際感覚を身に付けていった。当時の小樽は外国船が訪れる港町であり、音楽や絵画など芸術に対しての理解を身に付けるなど豊の後年の「人格形成」に大きな影響を与えた。豊は個人的にマッキンノン教授を訪ね、ひろくアメリカについて話を聞き、見聞を広げていった。豊の国際感覚は、マッキンノン教授によって培われていった。

### 恩師との別れ
しかし戦争によってマッキンノン教授は授業中に特高警察にスパイ容疑で連行された。以降、教え子に会うこともなく、1942年（昭和17年）に米国に強制送還される。学生、そして市民の多くは決して教授をスパイなどと思っていなかった。それほど、小樽や学生を愛し人々から親しまれていた。
この事件から25年後の1967年（昭和42年）8月に多くの教え子たちが資金を出し合い、日本に招いた。そして各地を旅行し1967年（昭和42年）9月には、その一夜を万世閣に宿泊し豊とも再会を果たしている。

### 卒業後
1942年（昭和17年）南方大陸で一旗挙げようと現・雪印乳業（当時の興農公社）に就職、バター工場建設のシンガポールに赴任の希望を出していた。しかし就職後わずか1ヶ月で「赤紙」が届き、1942年（昭和17年）陸軍に入隊した。

### 軍隊時代
- 1942年（昭和17年）
  - 10月1日 一等兵。現役兵として歩兵25連隊補充隊に入営
  - 11月9日 歩兵25連隊に転属
- 1943年（昭和18年）
  - 2月10日 一等兵の階級を与う。幹部候補生に採用
  - 4月1日 上等兵の階級に進む。乙種幹部候補生を命ず
  - 9月1日 伍長の階級に進む
  - 12月2日 北部軍教育隊に分遣の為、上敷香出発
  - 12月4日 北部軍教育隊に入隊
- 1944年（昭和19年）
  - 2月1日 軍曹の階級に進む
  - 3月31日 教育修了。現役満期
  - 4月1日 予備役編入。引続き臨時召集
  - 4月7日 上敷香着
  - 12月1日 見習士官を命ず
- 1945年（昭和20年）
  - 8月20日 少尉
- 1947年（昭和22年）
  - 10月16日 舞鶴港上陸
  - 10月19日 復員

### 復員・父との再会
シベリア抑留を経て復員し、函館に上陸。そこには父、増次郎が涙を浮かべ、迎えに来ていた。
豊の帰宅より1年先に弟も、南方のメレヨン島で餓死寸前の悲惨な体験をし復員していた。復員した豊の目には洞爺湖の自然が懐かしく、さらに明日への希望をかきたてるように写った。

### 進路
豊はシベリアでの苦しみを乗り越え、洞爺湖温泉に戻ってきた。とっくになくなっていると思っていた万世閣は父の努力もあり、宿泊客に配給米を持参して頂くといった厳しい経営ながら、何とか続いていた。
豊が復員した10月には、冬場の閑散期へ向かい、町のムードも沈みがちであった。戦後の生活苦で人々は娯楽どころではない。世間の温泉旅館に対する評価も低かった。「観光」と言えば「聞こえ」はよいが、芸者を呼んで放蕩する「水商売」の類という見方で豊にはそんな商売の在り方、しかも従業員20人程度の細々した経営に、後を継ぐべきか非常に悩んだと言われる。
「俺はこんな片田舎で温泉町で埋もれてしまうわけにはいかない。」悶々とした日々を送っていた豊は小樽高商の大先輩であり社員と家族をあわせれば、3万数千人という巨大な室蘭の大企業家に悩みを打ち明けた。冬場の寒い季節とあって、ストーブを囲みながら、大先輩は豊の話を黙って聞いていた。
そして諭すように静かに話し始めた。「豊君、君はイギリスに百室のホテルを経営出来る人間は、一国の宰相として務められるという言葉があるのをしっているか？国を発展させるのは、経済はもちろんの事、あらゆる分野に精通し、人々の心を知らなければならない。ホテルもまた同じ。それには国を支えるのと同じくらい様々な仕事がありその全てが円滑でなければお客様は満足しない。君のお父さんのやっている事は間違えていますか？」
「百室のホテルを経営出来る人間は、一国の宰相として務められる。」豊には、この言葉が胸に深く突き刺さった。豊はこの言葉を胸に「これからの人生をホテル経営に賭けてみよう。」豊の心に迷いはもうなかった。

### 洞爺湖温泉名物「親子ゲンカ」
旅館業に全力を尽くすと誓った豊はそれまでの苦悩の日々がうそのように仕事にのめり込んでいった。下足番、風呂や便所掃除といった下働きも含め、あらゆる仕事をこなし駆けずり回った。こうした豊の働きぶりを見て、良き後継者を得たと確信した父、増次郎は、1949年（昭和24年）から10年間で2億円をつぎ込み、次々と増・改築を進めた。
その結果、万世閣は洞爺湖温泉随一の規模になった。反面、相次ぐ設備投資で経営を圧迫、経営スタイルも旧態依然としており、改善点は多々見受けられ、豊はこの経営方針に大いに不満をもった。
「今まではそれでやって来れたのかもしれないが、これからはそんな時代ではない。」豊は、昭和20年代後半から経営改革に着手した。まずは経理的改革。豊は今まで培ってきた仲間から優秀な人材を招き、経理部門の改革に着手し、増次郎の時代の「ドンブリ勘定」をきちんと整理することから行った。以降昭和30年代後半まで万世閣にとって世代交代の時期に当たる。
「経営改革」を急ぐ豊に対し、増次郎には実績と今までのやり方に自信もあっただけに、豊の打ち出す「経営改革案」とは事あるごとにぶつかった。ケンカの理由は、多数あったがその中でも新・旧交代という意味で象徴的であったのが「萬・万戦争」である。
昭和30年代後半から広告、宣伝に豊が力を入れ始めた。看板や広告に使うロゴマークに「萬」を使うか、「万」をつかうか、新しく「万世閣」とするか「萬世閣」とするか…結果的には社名を萬世閣とし、旅館、ホテルの関しては「万世閣」とすることで落ち着いた。しかし二人の喧嘩は「万世閣」の発展に付き、お互い仕事に対し、情熱と真摯な姿勢で取り組んでいたからにほかならない。
父・増次郎の死後、父の名に敬意を評し「2代目浜野増次郎」を名乗ったり、父・増次郎も経営者の座を息子豊に譲り悠々自適な会長職に付きながら「せめて自分に出来ることを」と用度係の裏方に徹するなど2人の間には親子の深い絆があった。

### 近代ホテル建築計画
1960年（昭和35年）早春、万世閣では同業の親友と建築設計事務所を招き、密談をしていた。その豊の持ち出した計画とは、当時修学旅行用に使っていた「第二万世閣ユーカラ荘」と隣に建つ温泉旅館を交換し、交換した旅館を解体し、そこに洞爺湖温泉最大のホテルを建てるといった計画であった。
この頃、国民はレジャーを楽しむ機会が多くなり、観光地の景気も上向きつつあった。まだ「観光産業」ということばすらない時代で温泉の宿泊施設といえば木造建築が当たり前。鉄筋コンクリートの大型ホテルなど誰もが考えもしなかった。たとえ考えた所で、温泉の景気が良いのは夏場だけ、冬場は客が激減するという不安定な業種。考えただけでも無駄だというのに、豊は政府系金融機関を引っ張ってきて政府登録の国際観光ホテルの認可をうけるという計画であった。これが実現をすれば、「帝国ホテル」と同格になるのである。
北海道でも札幌、小樽、旭川に3軒しかなく、リゾート関係では日本有数の全ての観光地のものを合わせても10軒ほどしかなく、無論北海道には1軒もなかった。この一軒は、同業の親友、豊、隣接する旅館の専務取締役、建築設計事務所の4名しか知らず、ひそかに計画は進められて行く。分かれば「そんな馬鹿な事」と周囲に反対されるのは分かりきっていた。実際、創業者で父の増次郎にも極秘で進行されていった。しかし今までの和風旅館では経営効率が悪く、採算が合わないというのが豊の考えであり「温泉の宿泊施設」に対するイメージを変えたいという夢があった。それからの豊は、何かに取り付かれたようにホテル建設の道に突き進んで行く。
その背景には1964年（昭和39年）に開催される東京オリンピックが控え、東北や北海道のホテルに当時、都市ホテル以外は政府登録の国際観光ホテルの資格を持ち、日本ホテル協会になっているホテルはなく、観光地における外国人の受け入れ対策が貧弱だということが問題視されていた。万世閣もこの政府登録の内定をもらうまで運輸省へのお百度参りが始まり、約1年、なんとか1961年（昭和36年）運輸省から融資対象企業としての推薦の内示を受けることが出来た。
こうした努力の結果、1962年（昭和37年）、国からの融資、そして隣接旅館と第二万世閣ユーカラ荘の交換契約締結も済み、「旅館万世閣」から「ホテル万世閣」に1962年（昭和37年）4月13日着工が始まった。

### 「ホテル万世閣」
ホテル万世閣と名づけられた萬世閣第1号ホテルは、当時の洞爺湖で唯一の鉄筋コンクリート造りで、北海道、東北地区最大の規模を誇った。地上6階、地下1階、延べ面積4602m2。客室は和室24室、洋室15室、和・洋室（コンビネーションルーム）15室の計54室で全室にバス、トイレ付き。250人が収容可能である。特に当時話題となったのが和洋折衷のコンビネーションルームであり、設計にあたり豊と、建築設計士と先進観光地を視察し、その時得たヒントを基に考え出された。以降、コンビネーションルームを取り入れるリゾートホテルが増え、1つのスタイルとして定着しただけに先べんをつけるものとなった。
また、全フロアにバルコニーを付け、湖水の眺めの良さが魅力的であった。地下にレストラン、厨房、ダンスホール、バーなど当時としては画期的な建造物であった。また屋上部分にはガラス張りの展望棟を設けるなど旅館からホテルへと徹底的に改革された。
この一方、豊は、経営合理化の為、経理事務部門への設備投資も積極的に行った。1961年（昭和36年）には各地のホテルセミナーに出席。レジスターやテレックスなど、エアシューターなど先進の設備へ積極的に投資した。また1962年から1965年までホテル万世閣をさらに増築、2億5000万円を増資し、地上7階を増築、増築延べ面積は2919m2、客室を新たに和室23室、洋室22室、特別室2室の増築で175人収容可能、全館で111室、収容人数は380人と拡大し1965年4月に工事を完了させた。
また「ホテル万世閣」の建設と同時期に別館「第二万世閣」の建設も同時に進行させていた。「第二万世閣ユーカラ荘」に替わる新しい施設が必要となった為である。一部鉄筋コンクリート3階建て、延べ面積2310m2、客室は40室で大浴場を設けた。また昭和41年4月に「第一ホテル」に改称し、修学旅行生ばかりではなく一般客の利用も目指し、ホテル裏手の6600m2の土地に洞爺湖初のゴーカート場を新設。
第一ホテルは昭和44年11月に売却するまで低料金で人気を集めた。またこの頃、札幌と洞爺湖温泉の送迎バスによる無料送迎を始めたのも洞爺湖温泉では万世閣が初めてであった。

### 人材育成
営業面、事業拡大に続き、豊が着目したのは「人材育成」にも熱心に取り組んだ。まずは幹部社員には権限を委譲し、社内を活性化。「旬報会議」という幹部定例会議を開き、経営実態を把握させた。また新入社員には、社会人としての基礎教育、ホテル学校や幹部養成の教育講習会などにも派遣してレベルアップを図った。新人メードにはシーズンオフを利用し、生花、茶道、社交ダンス、音楽、教養講座、英会話など時間割を決めて熱心に取り組んだ。
また優秀な人材を確保するに当たって、待遇の改善、福利厚生の十室が大きな課題であった。待遇面では賃金の成果配分を行ったり、勤務時間外再雇用制度を導入して勤労意欲の向上に努めた。従業員の住まいについても従来の住込の「女中部屋」を撤廃。ホテル建設に伴い女子寮や従業員の共同住宅の建設など当時としては充実した設備で、職員への配慮にも力を注いだ。
この他、従業員を慰安する為の、社員旅行や海水浴、クリスマスパーティなど従業員の為の配慮にも熱心に取り組んだ。

### 事業拡大・登別温泉への進出
登別温泉といえば、当時、北海道でも1・2を争う有名観光地。豊は以前から「進出したい」という意思はあったが、温泉場というのは既存業者の結束が固く、温泉の権利は簡単には手に入らない。業者間の協調性を特に大切にする豊は、あえて進出し無用の軋轢を招くようなことだけはしたくなかった。
しかし、面識のあった地元金融機関の幹部から思わぬ話が舞い込んできた。1932年（昭和7年）頃に開業した旅館が火災により建物のほとんどが焼失してしまい再建のめどが立たないでいるとの話である。豊はその旅館を買収し、経営再建に乗り出した。まずは新しい建物を建てなければならない。建築設計士には「政府登録国際観光旅館」の申請基準を満たすよう設計を依頼。
新しい建物は「登別ホテル万世閣」（株式会社萬世閣とは別法人とし社名は登別温泉ホテル万世閣、建物名を登別万世閣）として地下1階、地上4階建てのロビー棟、宿泊棟は地下1階地上7階の建造物とし、建物面積延べ4800m2、和室68室、洋室2室の計70室として1963年（昭和43年）「登別ホテル万世閣」を創業した。

### 大都市への案内所を開設
大都市での宣伝活動とセールスに力を入れるため、札幌、旭川、函館に案内所を開設し、都会からの万世閣の集客活動にも熱心に取り組んだ。しかし、この頃は万世閣創業以来、度重なる増築や新築などで資金繰りが逼迫。もっとも苦しい時期であり1次的な活動であった。
札幌営業所に関しては弟の経営する定山渓グランドホテルと共有し「浜野観光グループ」の案内所として営業をしていた時期もあった。1968年（昭和43年）には豊の知人の会社の一角を借り東京案内所も設けたが、本格的な活動には至らなかった。

### 闘病・晩年・更なる事業計画
1970年（昭和45年）洞爺湖温泉町字月浦に23000m2の土地を購入。ダンプカーやブルドーザーを購入し、整地、道路を設置した。「観光農場」の造成計画であった。養鶏場、ニジマス、コイの養殖。将来的には様々な蓄舎を建設し、「スイス風」牧場ペンションを建て、高級別荘地に仕立て、「観光休暇村」として分譲計画を持っていた。また洞爺湖温泉では隣接ホテルを1970年（昭和45年）買収した。この土地に総事業費20億円、400室のホテルに増改築する構想を企画。ただこの計画は病により実現には至らなかった。
しかし、豊の様々な事業に目を付けていた、実業家からサイパン島のハファダイビーチホテルの再建計画への参画を打診された。1969年（昭和44年）に現地視察、翌年から調理師、その他従業員を万世閣より派遣しホテル運営に携わった。その結果、ホテルの評判、業績も順調に向上した。しかし、建物に限界があり、サイパン島のオーナー、豊を紹介してくれた実業家、そして豊の共同出資で1972年（昭和47年）2月から新築工事を着工。完成予定は、1973年（昭和48年）1月。
ホテルの完成時は、洞爺湖湖水まつり名物の花火をサイパンで打ち上げることも計画していた。この花火大会はホテルのオープン記念というだけではなく、太平洋戦争の悲劇により、約28000人の日本将兵、そして9000人の在留邦人、3000人の島民、4400人の米軍人の命が散った島。その鎮魂と平和への願いを込め、花火を打ち上げようと考えた。ホテルの完成、そして花火大会は観光客や島民は大喜びに終わった。しかしそこに豊の姿はなかった。
豊の病気が判明したのは1965年（昭和40年）、国立がんセンターで定期健診を受けた時である。診断は胃がんで早期の段階であった為、1966年（昭和41年）2月に手術。術後の経過は良好でその翌月に父、増次郎が死去しただけに「父が身代わりになってくれた」と思った。その後、「抗がん剤」の投与治療を続けながら、登別ホテル万世閣のオープンやサイパン進出の準備など激務と戦った。
がんは、5年間再発しなければ、「完治」とみなされる。主治医にそう告げられ、1971年（昭和46年）10月には「全快祝い」を行っている。1972年（昭和47年）元旦には「もう、あの抗がん剤の副作用に苦しむこともない。この幸せが続きますように。」そう神棚に手を合わせた。この年は第11回札幌冬季オリンピックの年であり日本ホテル協会の役員として、オリンピック選手村でその職務にあたっていた。しかしこの頃、再び体調の異変を感じ、オリンピック終了と共に再び国立がんセンターで検診を受けた。結果は末期の胃がん。「余命半年の命」と告知された。
様々な役職、公職に付いている豊に自分の病気に悲しんでいる時間はなかった。自分の受け持っている職務を片付け、当時大学生の息子に全てを打ち明け、「まずは身を固めろ。」と結婚を懇請し、5月には結婚式を挙げさせ、万世閣の後継者として披露し、5月に病院に戻った。「万に一つでも治るという可能性があれば、その奇跡に向かって挑戦してみる」と生きることに執念を燃やし、病院から会社に指示を出していた。
8月には医師から家族に「このまま病院に居ると、ここで亡くなることになりますよ」と家族に告げた。しかし本人は事情を知らないので家族や従業員、医師の協力で豊を故郷に8月21日に連れ帰った。1週間程、自宅で静養していたが、病状が悪化し、洞爺温泉協会病院に8月28日に入院した。
死の3日前、「洞爺湖が見たい」との事で車椅子を押し、洞爺湖を眺めに行った。「戦争から帰って来た時と何も変わらない。洞爺湖はいいなあ。」と独り言のように呟き、眠りに落ちた。
1972年（昭和47年）9月7日志半ばで家族が見守る中、静かに息を引き取った。偶然にも父と同じ病院の同じ病室であった。享年53。葬儀は万世閣の本館で社葬として執り行われた。

## 公職・功績
- 1956年（昭和31年）6月 洞爺湖温泉観光協会副会長に就任
- 1959年（昭和34年）4月 連続4期虻田町議員
- 1968年（昭和43年）
  - 3月 洞爺湖温泉旅館組合組合長に就任
  - 5月 北海道旅館環境衛生同業組合温泉旅館部会会長に就任
- 1971年（昭和46年）4月 洞爺湖温泉観光協会会長に就任
- 1971年（昭和46年）4月 虻田町議会副議長に就任

## 事業家としての役職
- 1957年（昭和32年）3月 洞爺湖遊覧船株式会社取締役会長に就任
- 1959年（昭和34年）10月 大和交通株式会社副社長に就任
- 1960年（昭和35年）9月 洞爺湖観光開発株式会社取締役社長に就任
- 1961年（昭和36年）1月 株式会社萬世閣 専務取締役就任
- 1962年（昭和37年）3月 株式会社萬世閣 取締役社長に就任
- 1965年（昭和40年）8月 登別温泉株式会社五色温泉館 代表取締役就任
- 1966年（昭和41年）4月 株式会社第一ホテル設立、代表取締役就任
- 1967年（昭和42年）6月 登別温泉株式会社五色温泉館を商号変更登記、株式会社登別温泉ホテル万世閣と改称し代表取締役に就任